# Elaine Stritch
Elaine Stritch (Detroit, 2 febbraio 1925 – Birmingham, 17 luglio 2014) è stata un'attrice e cantante statunitense.

## Biografia
Elaine Stritch nacque a Detroit il 2 febbraio del 1925, da Mildred (nata Jobe), casalinga, e George Joseph Stritch, un manager della compagnia aerospaziale Goodrich Corporation. La sua era una famiglia abbastanza facoltosa. L'attrice professa la religione cattolica. Il padre era di origini irlandesi e la madre di origini gallesi. Stritch è la nipote di Samuel Alphonsius Stritch, un tempo Arcivescovo di Chicago.
Stritch studiò recitazione presso l'università nota come The New School a New York e fu istruita dal regista e produttore teatrale Erwin Piscator; altri studenti presso questa università a quei tempi furono Marlon Brando e Bea Arthur.
L'attrice è morta il 17 luglio 2014 a 89 anni per un cancro allo stomaco.

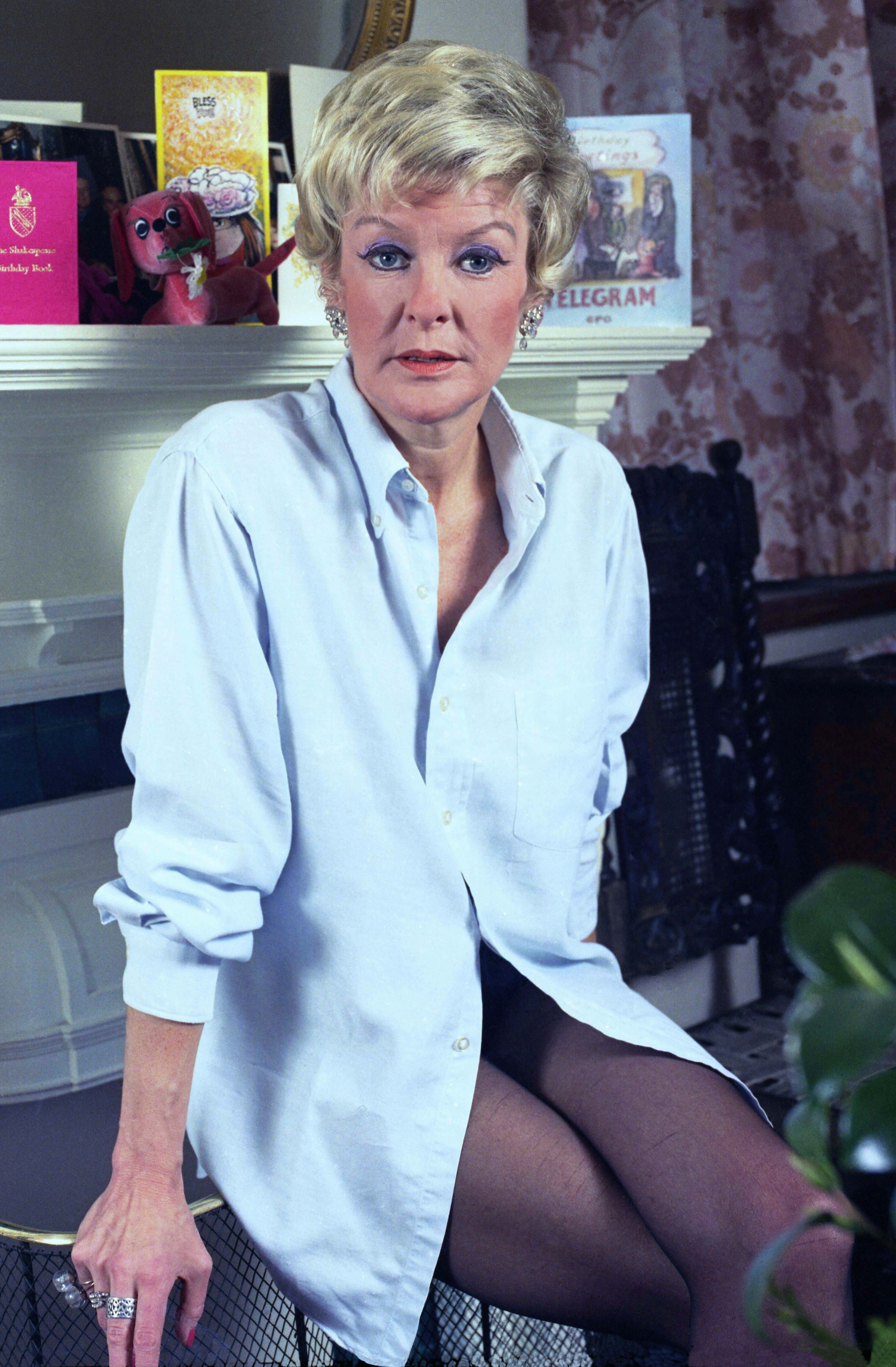
Elaine Stritch ritratta da Allan Warren nel 1973

### Broadway
La Stritch fece il suo debutto teatrale nel 1944. Fece la sua apparizione nella produzione del teatro di rivista Angel in the Wings in alcune scene umoristiche e cantò la canzone Bongo Bongo Bongo. La Stritch subì anche l'influenza di Ethel Merman studiando i vari copioni in vista del musical diretto da Irving Berlin Chiamatemi Madame e, nello stesso tempo, apparve nel revival del 1952 Pal Joey, basato sull'omonimo romanzo epistolare, dove cantò "Zip," la performance principale. Elaine ebbe anche una parte secondaria nella produzione di Broadway diretta da William Inge Bus Stop. Recitò la parte principale in Goldilocks e fu scelta da Noël Coward per uno dei ruoli principali nel musical Sail Away. Prima che lo show arrivasse a Broadway, Coward lo riscrisse in modo da incorporare nel ruolo da protagonista dell'attrice anche la parte romantica, rendendolo un successo una volta arrivato a New York.
Grazie alla voce profonda, Elanie interpretava personaggi sfacciati e impudenti, fra i più importanti quello di Joanne nel musical Company (1970). Dopo oltre una decade di successi teatrali a New York, la Stritch si trasferì nel 1972 a Londra, dove fece parte della produzione Company del West End.

### Televisione
La prima apparizione televisiva dell'attrice avvenne nella sitcom The Growing Paynes (1949), seguita poi da Goodyear Television Playhouse (1953-55). Apparve anche in uno degli episodi di The Ed Sullivan Show nel 1954.
La Stritch partecipò anche ad un episodio pilota di Honeymooners con Jackie Gleason, Art Carney e Pert Kelton, ma fu poi sostituita.
Tra il 1960 e il 1961 recitò accanto a Shirley Bonne, Jack Weston, Rose Marie, Raymond Bailey e Stubby Kaye nella sitcom della CBS My Sister Eileen nella parte di Ruth Sherwood, scrittrice di un magazine che condivide un appartamento a New York con la sorella più giovane, Eileen, un'aspirante attrice.
Tra il 1965 e il 1966 fu la segretaria di Daniel J. O'Brien (Peter Falk) nella serie drammatica Le cause dell'avvocato O' Brien, con Joanna Barnes e David Burns.
Negli anni settanta, la Stritch decise di rimanere a Londra per continuare la carriera teatrale e televisiva dopo aver sposato John Bay, un attore conosciuto lì.
Nel 1975 Stritch iniziò a recitare nella serie televisiva britannica Two's Company con Donald Sinden. Interpretò il ruolo di Dorothy McNab, una scrittrice statunitense che viveva a Londra, famosa per i suoi romanzi thriller. Two's Company fu acclamato in Gran Bretagna e fu trasmessa fino al 1979.
Altre apparizioni televisive includono quella in Il brivido dell'imprevisto di Roald Dahl (1978 – 1980), nella serie per bambini Jackanory, in La fabbrica di cioccolato di Roald Dahl.
Quando ritornò negli Stati Uniti, fu un membro regolare del cast di The Ellen Burstyn Show nel 1986, interpretando la madre del personaggio di Burstyn. Fu anche l'insegnante Mrs. McGee in tre episodi di I Robinson (1989-1990). Apparve poi nella famosa serie Law & Order - I due volti della giustizia (1992, 1997) come Lainie Steiglitz; nei panni del giudice Grace Lema in Oz (1998); in Una vita da vivere.
Lavori più recenti includono Una famiglia del terzo tipo (1997, 2001) e la sua interpretazione della madre di Jack Donaghy, il personaggio di Alec Baldwin in 30 Rock.
Nel 2013 è protagonista di un documentario su se stessa intitolato Elaine Stritch: Shoot Me diretto da Chiemi Karasawa e co-prodotto da Alec Baldwin.

### BBC Radio
Nel 1982, la Stritch apparve in un'edizione della serie della BBC Radio Just a Minute con Kenneth Williams, Clement Freud e Barry Cryer. Lo show è stato descritto da Nicholas Parsons, un attore e presentatore alla radio stessa, come uno dei più memorabili grazie alla capacità di Elaine di estendere certe limitazioni delle regole degli show. Apparve anche nel ruolo di Martha nell'adattamento radio di Chi ha paura di Virginia Woolf? di Edward Albee.

### Ritorno al teatro
Dopo la morte del marito nel 1982, per via di un tumore al cervello, dopo un altro periodo trascorso a Londra, l'attrice ritornò in America. Dopo una pausa dalla sua attività di attrice e dopo aver affrontato problemi dovuti all'alcolismo, la Stritch iniziò a recitare nuovamente negli anni '90. Apparve in un revival del musical di Broadway Show Boat nel 1994, e in A Delicate Balance nel 1996.
Il suo spettacolo, Elaine Stritch at Liberty, un riassunto della sua vita e della sua carriera, fu presentato al Public Theatre di New York, e fu mandato avanti dal 7 novembre del 2001 al 30 dicembre dell'anno stesso per poi essere presentato nel 2002 alNeil Simon Theatre.
Tra il 2009 e il 2011 ha preso parte al revival di A Little Night Music di Sondheim, sostituendo Angela Lansbury.

### Cabaret
Elaine partecipa ad un cabaret al Cafe Carlyle di New York City dal 2005. Il primo show era intitolato "At Home at the Carlyle". Interpreta versioni di "He Was Too Good to Me", di Rodgers and Hart, "Fifty Percent" tratto dallo show Ballroom e "That's Him," di Kurt Weill e Ogden Nash. Più recentemente ha recitato al Cafe Carlyle a gennaio e febbraio del 2010, e di nuovo a marzo March in un programma intitolato "At Home at the Carlyle: Elaine Stritch Singin' Sondheim…One Song at a Time".

## Vita privata
Il marito John Bay (Chicago, Illinois) era un membro della famiglia che possiede la Bay's English Muffins, che appunto produce muffin. Quando risiedeva a Londra, invece di affittare o acquistare una proprietà la Stritch e il marito vivevano al Savoy Hotel.
Stritch è stata cristallina riguardo ai suoi problemi con l'alcol. Iniziò a bere all'età di 13 anni, cosa che faceva per superare le insicurezze e la cosiddetta "paura da palcoscenico". Il problema peggiorò alla morte di John, e chiese aiuto solo dopo aver subito come effetto del bere il diabete.

## Teatro
- Loco (16 ottobre - 16 novembre 1946)
- Angel in the Wings (11 dicembre 1947 - 4 settembre 1948)
- Yes, M'Lord (4 ottobre - 18 dicembre 1949)
- Chiamatemi Madame (12 ottobre 1950 - 3 maggio 1952) (di Ethel Merman) (sostituita da Nancy Andrews al tour nazionale)
- Pal Joey (Revival) (3 gennaio 1952 - 18 aprile 1953) (sostituita poi da Betty O'Neil)
- On Your Toes (Revival) (11 ottobre - 4 dicembre 1954)
- Bus Stop (2 marzo 1955 - 21 aprile 1956)
- The Sin of Pat Muldoon (13 marzo - 16 marzo 1957)
- Goldilocks (11 ottobre 1958 - 28 febbraio 1959)
- Sail Away (3 ottobre 1961 - 24 febbraio 1962)
- Chi ha paura di Virginia Woolf? (13 ottobre 1962 - 16 maggio 1964) (sostituisce Uta Hagen iniziando nel 1963)
- Company (26 aprile 1970 - 1º gennaio 1972) (sostituita da Jane Russell nel 1971)
- Love Letters (31 ottobre 1989 - 21 gennaio 1990) (sostituisce Kate Nelligan)
- Company (11 aprile e 12 aprile 1993)
- Show Boat (Revival) (2 ottobre 1994 - 5 gennaio 1997) (sostituita da Carole Shelley)
- A Delicate Balance (Revival) (21 aprile - 29 settembre 1996)
- Angela Lansbury - A Celebration (17 novembre, 1996)
- Elaine Stritch at Liberty (21 febbraio - 27 maggio 2002)
- Finale di partita, Brooklyn Academy of Music, (25 aprile - 17 maggio 2008)
- The Full Monty, Papermill Playhouse, (10 giugno - 12 luglio 2009)
- A Little Night Music (Revival), (13 dicembre 2009-9 gennaio 2011) (sostituisce Angela Lansbury)

## Filmografia

### Cinema
- L'ora scarlatta (The Scarlet Hour), regia di Michael Curtiz (1956)
- I violenti (Three Violent People), regia di Rudolph Maté (1956)
- Addio alle armi (A Farewell to Arms), regia di Charles Vidor e John Huston (1957)
- In licenza a Parigi (The Perfect Furlough), regia di Blake Edwards (1958)
- Kiss Her Goodbye, regia di Albert Lipton (1959)
- Il sadico (Who Killed Teddy Bear), regia di Joseph Cates (1965)
- Too Many Thieves, regia di Abner Biberman (1966)
- Piccioni (The Sidelong Glances of a Pigeon Kicker), regia di John Dexter (1970)
- Delitto in silenzio (The Spiral Staircase), regia di Peter Collinson (1975)
- Providence, regia di Alain Resnais (1977)
- Settembre (September), regia di Woody Allen (1987)
- Cocoon - Il ritorno (Cocoon: The Return), regia di Daniel Petrie (1988)
- Cadillac Man - Mister occasionissima (Cadillac Man), regia di Roger Donaldson (1990)
- Gli impenitenti (Out to Sea), regia di Martha Coolidge (1997)
- Cercasi tribù disperatamente (Krippendorf's Tribe), regia di Todd Holland (1998)
- Screwed, regia di Scott Alexander e Larry Karaszewski (2000)
- Criminali da strapazzo (Small Time Crooks), regia di Woody Allen (2000)
- Autumn in New York, regia di Joan Chen (2000)
- Quel mostro di suocera (Monster-in-Law), regia di Robert Luketic (2005)
- Romance & Cigarettes, regia di John Turturro (2006)
- Elaine Stritch: Shoot Me, regia di Chiemi Karasawa (2013)

### Televisione
- The Growing Paynes - serie TV (1948)
- Cavalcade of Stars - serie TV (1951)
- Kraft Television Theatre - serie TV (1953)
- The Motorola Television Hour - serie TV (1954)
- Goodyear Television Playhouse - serie TV (1953-1955)
- Appointment with Adventure - serie TV (1955)
- Washington Square - serie TV (1956)
- The Alcoa Hour – serie TV, episodio 2x21 - serie TV (1957)
- The DuPont Show of the Month – serie TV, episodio 1x08 - serie TV (1958)
- Climax! – serie TV, episodio 4x28 - serie TV (1958)
- Studio One - serie TV (1958)
- True Story - serie TV (1959)
- Avventure in paradiso (Adventures in Paradise) – serie TV, episodio 1x11 (1959)
- Carovane verso il West (Wagon Train) - serie TV (1960)
- My Sister Eileen - serie TV (1960-1961)
- The Nurses - serie TV (1963)
- Le cause dell'avvocato O' Brien (The Trials of O'Brien) - serie TV (1965-1966)
- The Powder Room, regia di Jonathan Lucas - film TV (1971)
- Pollyanna - serie TV (1973)
- Dial M for Murder - serie TV (1974)
- Funny Ha-Ha - serie TV (1974)
- Two's Company - serie TV (1975-1979)
- Jackanory - serie TV (1979)
- Il brivido dell'imprevisto - serie TV (Tales of the Unexpected) (1979-1980)
- Nobody's Perfect - serie TV (1980)
- Christmas Spirits, regia di June Wyndham-Davies - film TV (1981)
- Trapper John - serie TV (1983)
- Ai confini della notte - serie TV (The Edge of Night) (1984)
- The Ellen Burstyn Show - serie TV (1986-1987)
- Stranded, regia di Rod Daniel - film TV (1986)
- Tattingers - serie TV (1988)
- I Robinson (The Cosby Show) - serie TV (1989-1990)
- American Playhouse - serie TV (1990)
- Il prezzo della passione (Sparks: The Price of Passion), regia di Richard A. Colla - film TV (1990)
- Steel Magnolias, regia di Thomas Schlamme - film TV (1990)
- The Secret Life of Archie's Wife, regia di James Frawley - film TV (1990)
- An Inconvenient Woman, regia di Larry Elikann - film TV (1991)
- L'occasione della mia vita (Chance of a Lifetime), regia di Jonathan Sanger - film TV (1991)
- Una vita da vivere (One Life to Live) - serie TV (1993)
- Bless This House - serie TV (1995)
- Law & Order - I due volti della giustizia (Law & Order) - serie TV (1992- 1997)
- Una famiglia del terzo tipo (3rd Rock from the Sun) - serie TV (1997-2001)
- Soul Man - Casa & Chiesa (Soul Man) - serie TV (1998)
- Oz - serie TV (1998)
- An Unexpected Life, regia di David Hugh Jones - film TV (1998)
- Paradise, regia di Frank Pierson - film TV (2004)
- 30 Rock - serie TV (2007-2010)

## Doppiatrice
- ParaNorman, regia di Sam Fell e Chris Butler (2012)

## Doppiatrici italiane
Nelle versioni italiane dei suoi film e serie TV, Elaine Stritch è stata doppiata da:
- Marzia Ubaldi in Law & Order - I due volti della giustizia (ep. 3x09), Settembre, Autumn in New York, Quel mostro di suocera
- Tina Lattanzi ne I violenti, Licenza a Parigi
- Sonia Scotti in Law & Order - I due volti della giustizia (ep. 7x14), Romance & Cigarettes
- Rosetta Calavetta in Addio alle armi
- Anna Miserocchi in Providence
- Isa Bellini in Cocoon - Il ritorno
- Aurora Cancian ne Gli impenitenti
- Solvejg D'Assunta in Criminali da strapazzo
- Lorenza Biella in 30 Rock

Come doppiatrice, è stata sostituita in italiano da:
- Ludovica Modugno in ParaNorman

## Riconoscimenti
Tony Award
- 1956 - Candidatura Migliore attrice in una performance teatrale per Bus Stop
- 1962 - Candidatura Migliore attrice in un musical per Sail Away
- 1971 - Candidatura Migliore attrice in un musical per Company
- 1996 - Candidatura Migliore attrice in una performance teatrale per Un equilibrio delicato

Emmy Award
- 1991 - Candidatura Miglior attrice non protagonista per una miniserie o film TV per An Inconvenient Woman
- 1993 - Miglior attrice guest star in una serie drammatica per Law & Order
- 2004 - Miglior performance in un varietà o programma musicale per Elaine Stritch at Liberty
- 2007 - Miglior attrice guest star in una serie commedia per 30 Rock
- 2008 - Candidatura Miglior attrice guest star in una serie commedia per 30 Rock
- 2009 - Candidatura Miglior attrice guest star in una serie commedia per 30 Rock
- 2010 - Candidatura Miglior attrice guest star in una serie commedia per 30 Rock
- 2013 - Candidatura Miglior attrice guest star in una serie commedia per 30 Rock

Grammy Award
- 2005 - Candidatura Grammy Award for Best Spoken Word Album for Children per The Best Halloween Ever

BAFTA
- 1979 - Candidatura Miglior interpretazione di intrattenimento per Two's Company

Laurence Olivier Award
- 2003 - Candidatura Miglior attrice in un musical per Elaine Stritch at Liberty

Drama Desk Award
- 1995 - Candidatura Miglior attrice in un musical per Show Boat
- 1996 - Miglior attrice non protagonista in un'opera teatrale per Un equilibrio delicato
- 2002 - Miglior libretto di un musical per Elaine Stritch at Liberty
- 2002 - Miglior performance in un one-man show per Elaine Stritch at Liberty

Outer Critics Circle Award
- 2002 - Miglior performance in un one-man show per Elaine Stritch at Liberty